# Gerhard Pabst
Gerhard „Pius“ Pabst (* 13. Februar 1934 in Mellenbach (Thüringen)) ist ein deutscher Jazz- und Unterhaltungsmusiker (Trompete).

## Leben und Wirken
Pabst lernte zunächst Violine; mit 14 Jahren wechselte er zur Trompete und erhielt von 1951 bis 1954 eine akademische Ausbildung auf diesem Instrument in Eisenach. Während seiner Lehre als Kraftfahrzeugmechaniker spielte er in einer Tanzband. Ab 1955 war er Mitglied der Schwarz-Weiss Big Band; auch spielte er in den Gruppen von Alo Koll und Fips Fleischer. Seit 1962 gehörte er zum Tanzorchester des Berliner Rundfunks unter Leitung von Günter Gollasch, seit 1974 als Erster Trompeter; Tourneen führten ihn in die osteuropäischen Länder und nach Österreich. 1993 beendete er seine Karriere als aktiver Musiker. Er ist auch auf Alben mit Günther Kretschmer, Onkel Stanislaus und Seinen Jazz-Opas, Manfred Krug / Günther Fischer, dem Orchester Siegfried Mai, Jerzy Milian, Thad Jones und Václav Zahradník zu hören.

## Lexikalische Einträge
- Jürgen Wölfer: Jazz in Deutschland. Das Lexikon. Alle Musiker und Plattenfirmen von 1920 bis heute. Hannibal, Höfen 2008, ISBN 978-3-85445-274-4.